# Sulbactam
Il Sulbactam è un inibitore irreversibile delle beta-lattamasi batteriche. Le beta lattamasi sono enzimi prodotti da batteri, queste sostanze sono responsabili dell'inattivazione degli antibiotici beta-lattamici (come penicilline e cefalosporine). Il Sulbactam non ha effetto antibiotico diretto eccetto per alcune specie di batteri.

## Meccanismo d'azione
Il Sulbactam è un derivato sintetico del 6-APA con la sostituzione dell'anello tiazolico dello zolfo con un solfone. Il farmaco è un inibitore suicida di alcune betalattamasi; lo spettro d'azione è condiviso solo in parte con l'acido clavulanico. Infatti il sulbactam è attivo sulle betalattamasi ESBL a spettro esteso prodotte da Serratia, Providencia e Morganella; il sulbactam è in grado di inibire betalattamasi prodotte sia da gram+ (stafilococchi ed enterococchi) sia gram- plasmidiche (enterobacteriaceae, haemophilus influenzae, neisseria gonorrhoeae e moraxella.; quelli cromosomicamente modificati prodotti da proteus mirabilis e bacterioides fragilis. Il sulbactam ha una debole attività antibiotica su meningococco, gonococco, acinetobacter e burkholderia cepacia.

## Indicazioni
Il principio attivo viene utilizzato in combinazione con l'Ampicillina (per formare la sultamicillina), il Ceftriaxone e il Cefoperazone.
Il sulbactam ha farmacocinetica simile all'amipicillina e rende essa attiva su molti batteri normalmente resistenti come bacterioides; il sulbactam-ampicillina è efficace su bacterioides, mycobacterium tubercolosis, burkholderia cepacia, acinetobacter e gli altri batteri naturalmente sensibili all'amipicillina. Risultano a volte resistenti enterobacter, citrobacter, pseudomonas ed escherichia coli produttore di TEM-betalattamsi plasmidiche.

## Effetti collaterali
Fra gli effetti collaterali riscontrati si evidenziano nausea, cefalea.